# Supercoppa di Malta 2022
La Supercoppa di Malta 2022 (denominata BOV Super Cup per ragioni di sponsorizzazione) è stata la 36ª edizione della Supercoppa maltese, la prima disputata dopo una pausa di due anni a seguito della pandemia di COVID-19 a Malta.
La partita ha avuto luogo a Xewkija, al Gozo Stadium, fra Hibernians, vincitore del campionato, e Floriana, vincitore della coppa nazionale. Per la prima volta la finale della manifestazione è stata ospitata sull'isola di Gozo.
Il trofeo è stato conquistato dagli Hibernians, che si sono imposti ai rigori conquistando il titolo per la quarta volta nella loro storia.

## Tabellino
| Arbitro: | Ishmael Barbara |

|  |                      |  |
|  | Tiri di rigore 5 – 4 |  |